# من نرو هستم
من نرو هستم (انگلیسی: Soy Nero) فیلمی در ژانر درام به کارگردانی رفیع پیتز است که در سال ۲۰۱۶ منتشر شد. این فیلم محصول مشترک آلمان، فرانسه و مکزیک است. فیلم برای رقابت در کسب حایزهٔ خرس طلایی در شصت و ششمین جشنواره بین‌المللی فیلم برلین انتخاب شد.
رفیع پیتر چهار سال وقت صرف نوشتن فیلمنامه کرد و سرانجام موفق شد نظر مساعد تهیه‌کنندگانی از مکزیک، آلمان و فرانسه را برای ساخت فیلم، جلب کند. همه عوامل این فیلم از این سه کشور هستند. او می‌گوید: من چهار سال پیش شروع به نوشتن فیلم‌نامه این فیلم کردم. در آن زمان هنوز بحران پناه‌جویی به ابعاد امروزین، نرسیده بود. ساخت فیلم نیز سه سال به درازا کشید. فیلم‌ساز هنری اصولاً برای انجام کار، همواره به منابع مالی نیاز دارد.
ملک‌جهان خزایی، مادر رفیع پیتز، همچون دیگر آثار وی، مدیر هنری فیلم است.
پس‌از انتخاب فیلم برای بخش مسابقه جشنواره برلین ۲۰۱۶، بلافاصله توسط کمپانی پخش کنندهٔ مطرح فرانسوی، «سوفی دولاک»، خریداری شد تا در شهرهای مختلف فرانسه به نمایش در می‌آید.

## موضوع فیلم
در «من نرو هستم»، داستان زندگی «نرو» (جانی اورتیز)، یک مهاجر جوان ۱۹ سالهٔ مکزیکی را روایت می‌کند که برای ماندن در آمریکا و به دست آوردن گرین کارت به ارتش این کشور می‌پیوندد، تا از این طریق به هدف خود برسد. اگر همقطاران او برای کشورشان می‌جنگند، نرو برای به دست آوردن حق شهروندی می‌جنگد. بعد از پایان جنگ، او را از آمریکا اخراج می‌کنند.
رفیع پیتز، فیلم‌ساز ایرانی در نشست خبری این فیلم که در شصت و ششمین جشنواره فیلم برلین برگزار شد، گفت: «من همیشه مجذوب مرزها بوده‌ام و از خودم می‌پرسیدم که چرا انسان‌ها تلاش می‌کنند از حد و مرزهایی که برایشان تعیین کرده‌اند بگذرند. پدرم بریتانیایی و مادرم ایرانی‌ست و خودم هم در کشور دیگری بزرگ شده‌ام. می‌خواستم دربارهٔ موضوعی فیلم بسازم که در سینما تازگی داشته باشد. برای همین سراغ سربازانی رفتم که برای گرین‌کارت به ارتش آمریکا پیوسته‌اند.»

## بازیگران
- جانی اورتیز در نقش نرو
- روری کاکرین در نقش گروهبان مک‌کلود
- خلو توماس در نقش محمد
- امل امین در نقش برانکس
- مایکل هارنی در نقش سیمور
- جوئل مک‌کینن میلر در نقش گروهبان فرانک وایت
- الکس فراست در نقش افسر پلیس بورلی هیلز
- ریچارد پورتنو در نقش موری